# محمد بن فهد بن عبد العزيز آل سعود
الأمير محمد بن فهد بن عبد العزيز آل سعود (1950 - 28 يناير 2025)، أمير المنطقة الشرقية في المملكة العربية السعودية من 1405 إلى 1434هـ. وهو الابن الثاني للملك فهد بن عبد العزيز آل سعود، ومن أبرز وجوه الجيل الثاني من الأسرة المالكة بالسعودية، ولد بمدينة الرياض وعاش مع والده الملك فهد ووالدته الأميرة العنود بنت عبد العزيز بن مساعد آل سعود.

## طفولته ونشأته
تلقى تعليمه الابتدائي والمتوسط والثانوي في معهد العاصمة النموذجي بالرياض.
التحق بعدها ب جامعة كاليفورنيا – سانتا باربرا – حيث حصل على درجة بكالوريوس في الاقتصاد والعلوم السياسية. كان أول منصب حكومي تقلده هو منصب مساعد نائب وزير الداخلية وعمل في هذا المنصب حتى عين بتاريخ 10 جمادى الثانية 1405هـ الموافق 1985م أميراً للمنطقة الشرقية.

## اهتماماته
تشمل اهتمامات الأمير محمد بن فهد العديد من القضايا الإنسانية والاجتماعية. ولقد أطلق المبادرات والبرامج المتنوعة لخدمة مختلف شرائح المجتمع والإسهام في قضايا التنمية الإنسانية داخل وخارج المملكة. ومن بين هذه البرامج برنامج الأمير محمد بن فهد لتنمية الشباب والذي حصل على جائزة دبي/الأمم المتحدة العالمية لأفضل الممارسات في تحسين الظروف المعيشية في العام 2002م، وكذلك جائزة الشارقة للعمل التطوعي في العام 2007م. ولتوفير مظلة إدارية لكافة هذه البرامج والمبادرات، أسس الأمير محمد بن فهد مؤسسة الأمير محمد بن فهد للتنمية الإنسانية. وهو أيضاً الذي أطلق فكرة إنشاء جامعة خاصة بمواصفات عالمية في المنطقة الشرقية من المملكة العربية السعودية، وقدم لها كل الدعم والإشراف والتوجيه حتى أصبحت حقيقة على أرض الواقع. فتم إطلاق اسم سموه على الجامعة عرفاناً من أهالي المنطقة الشرقية بذلك وكانت جامعة الأمير محمد بن فهد. وبمناسبة مرور فترة خمسة وعشرين عاماً على توليه إمارة المنطقة الشرقية وتقديراً لما بذله من جهد لتطوير المنطقة وخدمة مواطنيها أصدر أهالي المنطقة الشرقية كتابا خاصاً بعنوان الأمير محمد بن فهد بن عبد العزيز خمسة وعشرون عاما من تاريخ المنطقة الشرقية جامعة الأمير محمد بن فهد / المملكة العربية السعودية 2011م. تم فيه تقديم رؤية الأمير محمد بن فهد لتنمية المنطقة الشرقية انطلاقاً من مسؤولياته كمسؤول حكومي عليه متابعة تنفيذ خطط الدولة ورؤيته في إطلاق مبادرات وإبداعات تعمل جنباً إلى جنب مع خطط الدولة وتهدف إلى الارتقاء بالتنمية في المنطقة الشرقية.

## أعماله في إمارة المنطقة الشرقية
لقد كان لعمل الأمير محمد بن فهد في القطاع الخاص ومن ثم العمل الحكومي أثره الواضح في قدرته على تصريف الأمور لإلمامه التام بخصائص كلاً من القطاعين وكذلك دعمه الدائم للعمل التكامل المشترك بين القطاع الحكومي والقطاع الخاص لخدمة المواطنين. عندما تولى الأمير محمد بن فهد بن عبد العزيز إمارة المنطقة الشرقية في العام 1405هـ الموافق 1985م بدأ مهام عمله برسم رؤية استشرافية مستقبلية لتنمية المنطقة الشرقية. إن ما يميز رؤية الأمير محمد بن فهد هو أنها رؤية ذات بعدين، البعد الأول: والذي ينطلق من واجباته ومسؤولياته الوظيفية كأمير للمنطقة يعمل على ضمان تنفيذ الخطط التي رسمتها الدولة لتنمية المنطقة كباقي مناطق المملكة، والبعد الثاني: هو ذلك المتمثل في تحفيز المجتمع بكافة فئاته وقطاعاته للنهوض بالعمل التكاملي المشترك مع أجهزة الدولة من أجل التنمية المستدامة بالمنطقة.
قامت رؤية الأمير محمد بن فهد بشقيها على عدة أسس هي:
- العطاء والإنجاز لا ينبغي أن تحدُه الواجبات الوظيفية العامة.
- تجسيد العمل التكاملي.
- الشباب دعامة الأمة ومستقبلها.
- تنمية المجتمع من خلال العمل الجماعي.
- توظيف نتائج البحث العملي في صناعة القرار.
- المرأة نصف المجتمع.
- المنطقة الشرقية عاصمة الصناعات الخليجية.
- التعليم الأهلي رديف للتعليم الحكومي.

وبعد أن وضع الأمير محمد بن فهد رؤيته لتطوير وتنمية المنطقة الشرقية انتقل إلى تجسيد الجهود للانطلاق نحو تحقيق هذه الرؤية بشقيها الحكومي والمجتمعي؛ فتم تحقيق العديد من الإنجازات في مختلف المجالات والتي اشتملت على:
- تطوير البنية التحتية والتي تتمثل في الطرق والكهرباء.
- الصناعة، وتشتمل على الصناعة البترولية والصناعات الأساسية وإنشاء المدن الصناعية.
- الموانئ والسكك الحديدية.
- التجارة والخدمات.
- السياحة والترفيه.
- الخدمات الصحية.
- الزراعة.
- التعليم.
- التطور العمراني.

## مؤسسة الأمير محمد بن فهد للتنمية الإنسانية
يهتم الأمير محمد بن فهد بن عبد العزيز بالشأن الاجتماعي، ولذلك فلقد اتخذ العديد من المبادرات للتصدي لمشكلاته والتغلب عليها. لم يحصر اهتمام الأمير محمد بن فهد في مجال واحد من مجالات التنمية الإنسانية بل تعددت اهتماماته لتمثيل كافة مجالاتها. فلقد اهتم الأمير محمد بن فهد بتنمية الإنسان بدعم العلم والإبداع واهتم بذوي الاحتياجات الخاصة والفقراء والمحتاجين من أفراد المجتمع، ووضع البرامج التي تساعدهم في ممارسة حياتهم بكل اطمئنان مع توفّر حاجاتهم الحياتية الأساسية وغيرها من المبادرات والبرامج العديدة. ومن هناك كان لا بد من وجود مؤسسة شاملة تعمل على تقديم الخدمات الإنسانية لكافة شرائح المجتمع فتم إنشاء مؤسسة الأمير محمد بن فهد بن عبد العزيز للتنمية الإنسانية. وترمي المؤسسة إلى إيجاد حلول ومبادرات إبداعية للمشاكل إنسانية وتعمل برامجها على صياغة مشاريع تنموية تستهدف فهم طبيعة هذه المشاكل ووضع الحلول المناسبة لها وتطبيقها على المجتمعات المستهدفة من أجل إيجاد أفضل السبل لمواجهة هذه المشكلات. وتدعم المؤسسة التنمية الإنسانية لكافة المجتمعات داخل وخارج المملكة. وللمؤسسة العديد من البرامج والمبادرات في مجالات عدة هي:

### تنمية الشباب
أطلق الأمير محمد بن فهد مبادرة تدل على اهتمامه لقضايا الشباب وهي برنامج الأمير محمد بن فهد لتنمية الشباب. وحرص الأمير أن يكون البرنامج ملبياً لحاجات الشباب من الجنسين ويتماشى مع الاتجاهات العالمية الحديثة، فكان البرنامج ملاذاً للشباب يلجؤون إليه لتلبية حاجاتهم ومواجهة مشاكلهم ومعاناتهم واستطاع البرنامج بدعم من الأمير محمد بن فهد من تدريب وتوظيف آلاف الشباب، وكذلك تنمية مواهب الشباب ودعم ابتكاراتهم عن طريق إنشاء العديد من الأندية والحاضنات الفكرية. ولقد حصل البرنامج على جائزة دبي/ للأمم المتحدة العالمية لأفضل الممارسات في تحسين ظروف المعيشية في العام 2002م وكذلك جائزة الشارقة للعمل التطوعي في العام 2007م.

### الإسكان الميسر
أطلق الأمير محمد بن فهد مشروعه لمساعدة الأسر المحتاجة تحت مسمى مشروع الأمير محمد بن فهد للإسكان الميسر، ويتبرع الأمير محمد بن فهد بالأراضي التي تقوم عليها المساكن. ويهدف المشروع إلى إيجاد مجمعات سكنية لإيواء المحتاجين وتحسين ظروفهم المعيشية.

### البحوث والدراسات
- برنامج الأمير محمد بن فهد للبحوث والدراسات الاستراتيجية:

الأمير محمد بن فهد بن عبد العزيز له رؤية خاصة للتعاون الدولي والفهم المشترك للمشكلات وإجراء البحوث والدراسات المشتركة لتحديد التحديات والفرص المتاحة. وبناء على دعم سموه القوي للتعاون الدولي جاء تأسيس برنامج الأمير محمد بن فهد للبحوث والدراسات الاستراتيجية في جامعة وسط فلوريدا بالولايات المتحدة الأمريكية ويتناول البرنامج مجالات عريضة تعتبر مجالات حيوية وهي: التبادل الثقافي والعلمي، والبحوث والدراسات الاستراتيجية ذات الاهتمام المشترك. ويتم تشغيل البرنامج من قِبل جامعة الأمير محمد بن فهد وجامعة وسط فلوريدا، ولقد تم إطلاق البرنامج رسمياً في عام 2012م.

### كراسي البحث العلمي
ويدعم الأمير محمد بن فهد بن عبد العزيز كراسي علمية في الجامعات لإجراء الدراسات التي تقود إلى إتخاذ قرارات فعالة للتغلب على المشكلات وتطوير الأداء، وهي:
1. كرسي الملك عبد العزيز للدراسات الإسلامية في جامعة سانتا باربرا بكاليفورنيا.
2. كرسي الأمير محمد بن فهد لدراسات العمل التطوعي بجامعة الإمام محمد بن سعود الإسلامية.[8][9]
3. كرسي الأمير محمد بن فهد لدعم المبادرات الشبابية بجامعة الإمام محمد بن سعود الإسلامية.[10]
4. كرسي الأمير محمد بن فهد بن عبد العزيز للدراسات الحضرية والإقليمية بجامعة الدمام.[11]

### البحوث والدراسات الميدانية
كما يهتم الأمير محمد بن فهد برصد المشاكل التي تعترض المجتمعات وإيجاد حلول لها من خلال نتائج وتوصيات بحوث ميدانية، وهي:
1. مشاكل الشباب في المنطقة الشرقية: الأسلوب والحلول (صفر للعام 1421هـ).
2. أخلاقيات العمل الحكومي: دراسة ميدانية للكشف عن أفضل السبل لترسيخ أخلاقيات العمل لدى موظف الجهاز الحكومي (رجب للعام 1424هـ).
3. معالجة ظاهرة ممارسة الأطفال للتسول والبيع في المرافق العامة: دراسة ميدانية (جمادى الأخرة للعام 1425هـ).
4. العلاقة بين الإمارة وفروع الأجهزة الحكومية (ربيع الأول للعام 1426هـ).
5. تقويم الجهود المبذولة لمواجهة وتصحيح الفكر المنحرف (ربيع الأول للعام 1426هـ).
6. دور وأداء المحافظين ورؤساء المراكز في تعزيز الأمن (ربيع الأول للعام 1426هـ).
7. دور العمد ومشائخ القبائل في تعزيز الأمن والاستقرار الاجتماعي في المملكة (ربيع الأول للعام 1426هـ).
8. الاستغلال الأمثل لطاقات الشباب (ربيع الأول للعام 1426هـ).
9. انتشار الفكر المنحرف بين النساء وسبل مواجهته: دراسة ميدانية (جمادى الأخرة للعام 1427هـ).
10. مجالات عمل المرأة السعودية: المعوقات والحلول (محرم 1429هـ).
11. واقع الشباب...المشاكل المعاصرة والحلول (دراسة ميدانية) (جمادى الأول للعام 1431هـ).
12. خطة العمل الاستراتيجية لتدريب وتوظيف الشباب بالمنطقة الشرقية (ذو القعدة 1433هـ).

### تنمية المرأة
أطلـق الأمير محمد بن فهد العديد من المبادرات لتعزيز دور المرأة وتمكينها من القيام بواجباتها بأفضل ما يمكن من الأساليب لتحقيق طموحاتها وخدمة أسرتها ومجتمعها. ولمؤسسة الأمير محمد بن فهد للتنمية الإنسانية العديد من الإنجازات في مجال تنمية المرأة منها:
1. صندوق الأمير سلطان بن عبد العزيز لتنمية المرأة، والذي نجح في تمويل العديد من المشاريع الصغيرة للسيدات.[12]
2. مركز الأميرة جواهر لمشاعل الخير، والذي يعمل على تأهيل الفتيات على مهن وحرف تساعدهن في مواجهة متطلبات الحياة.[13]
3. صندوق الأميرة نوف لدعم المرأة العاملة، والذي يهدف إلى دعم المرأة العاملة من الناحية النفسية والاجتماعية وتأهيلها للوظيفة المناسبة حسب احتياج سوق العمل وتطورها مهنياً وفكرياً.[14]
4. برنامج مهارة لتأهيل الفتيات، يهدف إلى إكساب الفتيات مهارات الحاسب الآلي واللغة الإنجليزية لتمكينهن من الوظائف المتاحة في مجالات تقنية المعلومات بسوق العمل.
5. برنامج الأمير محمد بن فهد لتنمية الشباب (المكتب النسوي)، يقدم خدمات متنوعة ذات علاقة بتنمية الفتيات لتأهيلهن على متطلبات الحياة.

### العناية بذوي الاحتياجات الخاصة
- كلية الأمير سلطان بن عبد العزيز لذوي الإعاقة البصرية:

في سعيه لدعم لذوي الاحتياجات الخاصة أدرك الأمير محمد بن فهد بن عبد العزيز الظروف التي يعاني منها ذوي الإعاقة البصرية وأيضاً الحرمان الذي يواجهونه على الرغم من إمكاناتهم الملحوظة وما يتمتع به بعضهم من قدرات عقلية ممتازة. وكنتيجة لذلك أطلق سموه مبادرة لإنشاء مؤسسة تعليم عالي تمنح درجات عالمية وتوفر فرص التعليم العالي لهذه الفئة من ذوي الاحتياجات الخاصة وتم تسمية المؤسسة كلية الأمير سلطان بن عبد العزيز لذوي الإعاقة البصرية وتهدف الكلية إلى توفير بيئة نموذجية لمساعدة الأشخاص لذوي الإعاقة البصرية للتغلب على إعاقتهم والاندماج في المجتمع وتحقيق طموحاتهم في الحياة.
- لجنة التأهيل الاجتماعي:

تهدف اللجنة إلى إعادة تأهيل وتوظيف أفراد المجتمع الذين يحتاجون إلى مساعدة والدعم لمواجهة متطلبات الحياة. وتعمل اللجنة على إعادة تأهيل الأفراد الذين يعانون من مشكلات مثل الإدمان وغيره ومتابعتهم من أجل تسهيل عملية اندماجهم في المجتمع.
- حاضنة مخرجات السجون ودور الملاحظة مستشفى الأمل:

يتخرج كل عام العديد من نزلاء السجون ودور الملاحظة بعد قضاء فترة محكومياتهم وكذلك نزلاء مستشفى الأمل بعد تماثلهم للشفاء والتخلص من إدمان المخدرات، وعادة ما تجد هذه المخرجات صعوبة بالغة في الانخراط في المجتمع وبدء حياة جديدة إيجابية ومنتجة. ومن هنا كان اهتمام مؤسسة الأمير محمد بن فهد للتنمية الإنسانية بهذه الفئة من المجتمع وتقديم المساعدة لدمجها في المجتمع وتمكينها من استغلال قدراتها في تحقيق طموحاتها وميولها ورغباتها. وجاء إنشاء حاضنة مخرجات السجون ودور الملاحظة ومستشفى الأمل لتكون القناة التي يتم عبرها تقديم كل المساعدات الممكنة. ومن أهم المساعدات التي تقدمها حاضنة التدريب والتوظيف كذلك المساعدة في بدء وتشغيل مشاريع صغيرة للراغبين عن طريق مساعدتهم في الحصول على الدعم المادي وتقديم المشورة الإدارية والفنية لهم لتجنب تعثر المشروع حتى يكتب له النجاح والنمو المضطرد.
- نادي رؤية لذوي الإعاقة البصرية:

يقوم النادي بدعم تواجد ذوي الإعاقة البصرية في المجتمع ومشاركتهم في خدمة الوطن بفاعلية.

### المشاريع الإنسانية
- صندوق شفاء:

أنشأت مؤسسة الأمير محمد بن فهد لتنمية الإنسانية صندوق شفاء على مستوى المملكة، وذلك انطلاقاً من رسالتها في مجالات التنمية الإنسانية المختلفة وتحقيقاً لأهدافها. ويهدف الصندوق إلى معالجة المرضى ممن يواجهون صعوبات في إيجاد فرص العلاج المناسبة وكذلك توفير بعض الأجهزة الطبية للمرضى ولذوي الاحتياجات الخاصة. وقد تم رصد ميزانية سنوية لهذا الصندوق.
- مشروع تحسين مساكن المحتاجين:

تحسين المنازل بالمستوى الذي يؤهل الأسر المحتاجة للعيش فيها وتوفير بيئة مناسبة لهم.
- مشروع الرعاية الشاملة لدعم الأسر الفقيرة:

يتبنى المشروع عوائل فقيرة ويقدم الدعم لجميع أفرادها لتحقيق طموحاتهم.

## جوائزه
أطلق الأمير محمد بن فهد العديد من الجوائز لدعم الإبداع والتميّز في مختلف المجالات وهي:
- جائزة الأمير محمد بن فهد لخدمة أعمال البر:

أطلق الأمير محمد بن فهد هذه الجائزة لزيادة الدافعية لدعم الأعمال الخيرية وتهدف الجائزة إلى تشجيع أعمال البر وكذلك الدراسات المتعلقة بها من المنطقة الشرقية في المملكة العربية السعودية.
- جائزة الأمير محمد بن فهد بن عبد العزيز لأفضل أداء خيري في الوطن العربي:

تتبنى مؤسسة الأمير محمد بن فهد للتنمية الإنسانية  الجائزة بالتعاون مع المنظمة العربية للتنمية الإدارية التابعة لجامعة الدول العربية. وتهدف الجائزة إلى توفير الفرص للجمعيات الخيرية والإنسانية في العالم العربي للوصول لأفضل أداء وتأصيل ثقافة التميز في هذه المؤسسات والجمعيات. حيث يأتي ذلك من خلال معايير الجائزة التي تعمل هذه المؤسسات والجمعيات على تطبيقها لتأهيلها للدخول في المسابقة.
كما تسعى الجائزة إلى العمل على ارتقاء بمستوى المؤسسات الخيرية في العالم العربي في سعيها لتحقيق التميز في الأداء المؤسسي واعتماد أفضل الممارسات الإبداعية بما يخدم التطور المستمر للخدمات الإنسانية المقدمة للمستفيدين من خلال تشجيع التنافس وتكريم المؤسسات المعتمدة استناداً على معايير مبنية على أسس علمية.
- جائزة الأمير محمد بن فهد بن عبد العزيز للأداء الحكومي المتميّز:

تهدف الجائزة إلى تحقيق خدمات أفضل للمستفيدين من قبل المنظمات الحكومية في المنطقة الشرقية من خلال القيادة الفعالة المبدعة والتي تعتمد على التخطيط المسبق لتحقيق أهدافها، وتسعى لتنمية مواردها وتطوير عملياتها، والتسهيل من إجراءاتها التنفيذية وتعمل على توظيف تقنية المعلومات لتصل إلى أداء متميز.
- جائزة الأمير محمد بن فهد بن عبد العزيز للتفوق العلمي:

تهدف الجائزة إلى تشجيع وتحفيز الطلبة والطالبات على التفوق العلمي والتميز الدراسي وتعميق القيم الفاضلة في نفوس النشأ واستثارة همم الطلاب والطالبات للتنافس الشريف والاهتمام بالبحث العلمي والثقافة، ونشر روح التنافس بين المؤسسات التعليمية.
- جائزة الأمير محمد بن فهد بن عبد العزيز للدعوة والعناية بالمساجد:

تهدف الجائزة إلى تعزيز دور الدعوة والمساجد في نشر الفضائل والقيم الإيجابية ودعم الجهود المبذولة في درء الأفكار والسلوكيات الخاطئة في المجتمع وتشجيع التفاعل الاجتماعي مع الدعوة والمساجد.
- جائزة الأمير محمد بن فهد بن عبد العزيز لدعم وتوظيف ذوي الاحتياجات الخاصة:

تهدف الجائزة إلى تشجيع مؤسسات القطاع الخاص على تأهيل وتوظيف المعاقين وإيجاد فرص عمل لهم.
- جائزة جامعة الأمير محمد بن فهد لأفضل عمل متميز في اليوم الوطني:

انطلاقاً من رسالة الجامعة في خدمة المجتمع وتقديراً لأهمية اليوم الوطني السعودي ومكانته في نفوس المواطنين والمقيمين على حد سواء وتكريماً للمتميزين والمبدعين في تقديم الأعمال التي تعبر عن سمتي الولاء والانتماء للوطن.

## جامعة الأمير محمد بن فهد
هي جامعة أطلق فكرتها الأمير محمد بن فهد بن عبد العزيز ورسم رؤيتها في أن تكون جامعة نوعية تقدم تعليماً متميّزاً باستخدام أحدث التقنيات. ولقد وضع أساسها عندما تبرع لها بمساحة الأرض التي تقام عليها؛ على شاطئ نصف القمر بمدينة الخبر بالمنطقة الشرقية من المملكة العربية السعودية، كما تبرع بإنشاء أكبر كلية بالجامعة وهي كلية الهندسة. ولقد أرادها الأمير محمد بن فهد جامعة سعودية بمواصفات عالمية تتماشى مع متطلبات العصر الذي نعيش فيه وفي نفس الوقت توفر تعليماً متميزاً يلبي حاجات المستفيدين منها. ولقد وقف الأمير محمد بن فهد خلف إنشاء الجامعة منذ أن كانت فكرة وحتى تحققت على أرض الواقع وقدم الدعم والتوجيه حتى بدأت الدراسة بالجامعة في العام 2006م، وما زال يتابع الأمير محمد بن فهد مسيرة الجامعة مقدّما ملاحظاته وتوجيهاته من موقعه كرئيس لمجلس أمنائها.

## أسرته

### والدته
- الأميرة العنود بنت عبد العزيز بن مساعد بن جلوي آل سعود من مواليد مدينة حائل، زوجة خادم الحرمين الشريفين الملك فهد بن عبد العزيز آل سعود ملك المملكة العربية السعودية. والدتها الأميرة طرفة البتال.[28]

### زوجته
- الأميرة جواهر بنت نايف بن عبد العزيز آل سعود.[29]

### أولاده
- الأميرة نوف بن محمد بن فهد (مواليد 1975).[30] متزوجة من الأمير عبد العزيز بن محمد بن سعد الثاني آل سعود ولها من الأبناء الأمير فهد، والأمير نايف.[31]
- الأمير تركي بن محمد بن فهد (مواليد 1979). متزوج من الأميرة جواهر بنت تركي بن عبد الله بن محمد بن سعود الكبير وله من البنات الأميرة نوف، الأميرة لولوة، والأميرة نورة، ومتزوج من الأميرة الجوهرة بنت محمد بن سعد بن محمد بن سعود آل سعود وله من الأبناء الأمير فهد، والأمير محمد.[32]
- الأميرة نورة بنت محمد بن فهد (مواليد 1981). متزوجة من الأمير محمد بن تركي بن عبد الله آل سعود ولها من البنات الأميرة العنود، والأميرة فهدة.
- الأمير خالد بن محمد بن فهد (مواليد 1984).[30]
- الأميرة مشاعل بنت محمد بن فهد (مواليد 1988).[30] متزوجة الأمير سلطان بن بندر الفيصل بن عبد العزيز آل سعود ولها من البنات الأميرة ريما، الأميرة سلطانة، الأميرة الجوهرة، والأمير بندر.[33]

- الأمير عبد العزيز بن محمد بن فهد (مواليد 1991).[30]

## وفاته
توفي محمد بن فهد بن عبد العزيز آل سعود يوم الثلاثاء 28 رجب 1446هـ الموافق 28 يناير 2025م، وصُلِّي عليه بعد صلاة عصر يوم الأربعاء 29 رجب 1446هـ الموافق 29 يناير 2025م في جامع الإمام تركي بن عبد الله في مدينة الرياض وتقدَّم المصلِّين عليه الأمير محمد بن سلمان بن عبد العزيز آل سعود وليُّ العهد رئيس مجلس الوزراء، والأمير فيصل بن بندر بن عبد العزيز آل سعود أميرُ منطقة الرياض، وعددٌ من الأمراء والمسؤولين من مدنيين وعسكريين، ودُفن في مقبرة العود.

## مطبوعات
1. الدليل الشامل، برنامج الأمير محمد بن فهد بن عبد العزيز لتنمية الشباب، الدمام، الطبعة الخامسة، 2011م.
2. النظام التدريبي، برنامج الأمير محمد بن فهد بن عبد العزيز لتنمية الشباب، الدمام، 2011م.
3. تحويل الاحتياجات إلى فرص، مؤسسة الأمير محمد بن فهد للتنمية الإنسانية، الخبر، المملكة العربية السعودية.
4. الدليل الإجرائي، حاضنة مخرجات السجون ودور الملاحظة ومستشفى الأمل، مؤسسة الأمير محمد بن فهد للتنمية الإنسانية، الدمام، المملكة العربية السعودية.
5. الوثيقة الأساسية لحاضنة مخرجات السجون ودور الملاحظة ومستشفى للأمل، مؤسسة الأمير محمد بن فهد للتنمية الإنسانية.
6. كتيب المشاريع الصغيرة، مؤسسة الأمير محمد بن فهد للتنمية الإنسانية، الدمام، المملكة العربية السعودية.
7. مشروعي، مشروع حاضنة السجون ودور الملاحظة ومستشفى الأمل، تمكين، الدمام، المملكة العربية السعودية، 1436هـ.
8. اللائحة التنفيذية لصندوق شفاء، مؤسسة الأمير محمد بن فهد للتنمية الإنسانية، 1436هـ.
9. مشاريع وبرامج المؤسسة، مؤسسة الأمير محمد بن فهد للتنمية الإنسانية.
10. مشاريع وإنجازات 1433هـ - 1434هـ، مؤسسة الأمير محمد بن فهد للتنمية الإنسانية، الدمام، المملكة العربية السعودية.
11. نادي رؤية لذوي الإعاقة البصرية، مؤسسة الأمير محمد بن فهد للتنمية الإنسانية، برنامج الأمير محمد بن فهد لتنمية الشباب، الدمام.
12. القصص القصيرة الفائزة، برنامج الأمير محمد بن فهد لتنمية الشباب، الدمام، المملكة العربية السعودية.
13. الخدمات الإلكترونية في مجال التوظيف لقطاع الشركات والمؤسسات وطالب العمل، برنامج الأمير محمد بن فهد لتنمية الشباب، الدمام، المملكة العربية السعودية.
14. كلمات في تنمية الشباب، برنامج الأمير محمد بن فهد بن عبد العزيز لتنمية الشباب، الدمام، المملكة العربية السعودية.